# 91st Street (metropolitana di New York)
91st Street è una stazione fantasma della metropolitana di New York, situata sulla linea IRT Broadway-Seventh Avenue. Aperta il 27 ottobre 1904, fu chiusa il 2 febbraio 1959.